# Tanana (fiume)
Il fiume Tanana (in inglese Tanana River) è un fiume dell'Alaska centromeridionale, negli Stati Uniti d'America. 

## Etimologia
Il primo riferimento al nome di questo fiume è riportato nella spedizione organizzata dalla Western Union Telegraph nel 1867. Il nome indiano (tene no, tenene) nella lingua "Athabascan" significa "sentiero fluviale". L'attuale ortografia del nome è stata registrata nel 1885.

## Percorso e dati fisici
Il percorso del fiume si sviluppa attraverso la Census Area di Southeast Fairbanks, la Borough di Fairbanks North Star e la Census Area di Yukon-Koyukuk. In particolare nasce dalla confluenza di due fiumi a nord della Catena dell'Alaska (Nabesna e Chisana). Scorre in direzione nord-ovest passando a sud della città di Fairbanks. Quindi si unisce al fiume Yukon vicino alla cittadina di Tanana.
In inverno il fiume ghiaccia. A Nenana lo spessore del ghiaccio raggiunge i 110 cm. Gli abitanti del posto fanno delle previsioni sulla rottura esatta del ghiaccio che in genere avviene tra il 20 aprile e il 20 maggio.
Il fiume è carico di sedimenti e ricco di minerali raccolti dalle pendici nord della Catena dell'Alaska. Il picco di flusso si registra nel mese di luglio.

## Storia
I primi insediamenti umani (Culture Paleo-artiche) lungo il fiume risalgono a quasi 12.000 anni fa. Più recentemente (ultimi 1.200 anni) gli insediamenti includono tribù delle popolazioni "Tanana". In tempi storici la prima esplorazione del fiume è del 1885 da parte di una pattuglia della US Army comandata dal tenente Henry Tureman Allen. Durante l'esplorazione, durata 5 mesi, sono stati mappati i fiumi Tanana, Yukon e Koyukuk.
Attualmente il bacino è in gran parte disabitato con una natura per lo più immutata dalle attività umane. Esiste solamente un'area metropolitana con circa 80.000 residenti attorno a Fairbanks e alle principali vie di comunicazione.

## Principali affluenti
I principali affluenti elencati dalla sorgente alla foce:
- Nabesna 63°02′53″N 141°51′57″W
- Chisana 63°02′53″N 141°51′57″W
- Tok 63°21′49″N 142°50′16″W
- Delta 64°09′13″N 145°50′49″W
- Chena 64°47′52″N 147°55′01″W
- Nenana 64°33′52″N 149°06′31″W
- Tolovana 64°54′52″N 149°17′02″W
- Kantishna 64°45′41″N 149°57′23″W
- Chitanana 64°55′30″N 151°31′59″W

## Strade, ponti e località
Dalle sorgenti fino alla città di Fairbanks il fiume scorre lungo l'autostrada Alaska Route 2 che è la parte finale dell'autostrada Richardson (Richardson Highway) che inizia a Valdez. Quindi da Fairbanks fino a Nenana scorre lungo la parte finale dell'autostrada George Parks (George Parks Highway) che collega l'area del fiume Tanana con la città di Anchorage. Il resto del percorso fino al fiume Yukon costeggia eventualmente strade sterrate e sentieri.
I ponti importanti sono tre:
- il ponte tra Tetlin Juntion e Tok 63°19′00″N 142°38′44″W
- il ponte presso la cittadina di Big Delta 64°09′26″N 145°51′08″W
- il ponte (sia stradale che ferroviario) presso la cittadina di Nenana 64°33′57″N 149°06′08″W

Le località principali lungo il fiume, dalla sorgente alla foce, sono:
- Northway Junction 63°00′39″N 141°47′42″W
- Tetlin Juntion 63°18′41″N 142°36′03″W
- Tok 63°20′11″N 142°59′19″W
- Delta Junction 64°02′06″N 145°43′46″W
- Big Delta 64°09′03″N 145°49′43″W
- North Pole 64°45′03″N 147°21′06″W
- Fairbanks 60°50′16″N 147°42′58″W
- Nenana 64°33′29″N 149°05′26″W
- Manley Hot Springs 65°00′28″N 150°37′37″W
- Tanana 65°10′15″N 152°04′40″W

## Pesca
L'area percorsa dal fiume Tanana è molto grande e anche se è lontana dal mare è ricca di salmoni. Si possono trovare le seguenti specie di pesci:
- Salmone reale - Oncorhynchus tshawytscha (King Salmon in inglese);
- Salmone argentato - Oncorhynchus kisutch (Silver Salmon);
- Salmone rosso - Oncorhynchus nerka (Red Salmon);
- Salmone rosa - Oncorhynchus gorbuscha (Pink Salmon);
- Salmone keta - Oncorhynchus keta (Chum Salmon);
- Trota arcobaleno - Oncorhynchus mykiss(Rainbow Trout);
- Salvelinus malma (Dolly Varden);
- Salmerino di lago (trota di lago americana) - Salvelinus namaycush (Lake Trout);
- Tremolo artico - Thymallus arcticus (Arctic Grayling);
- Luccio - Esox lucius (Northern Pike);
- Bottatrice - Lota lota (Burbot);
- Pesce bianco -  Coregonus clupeaformis (Whitefish).

## Alcune immagini del fiume

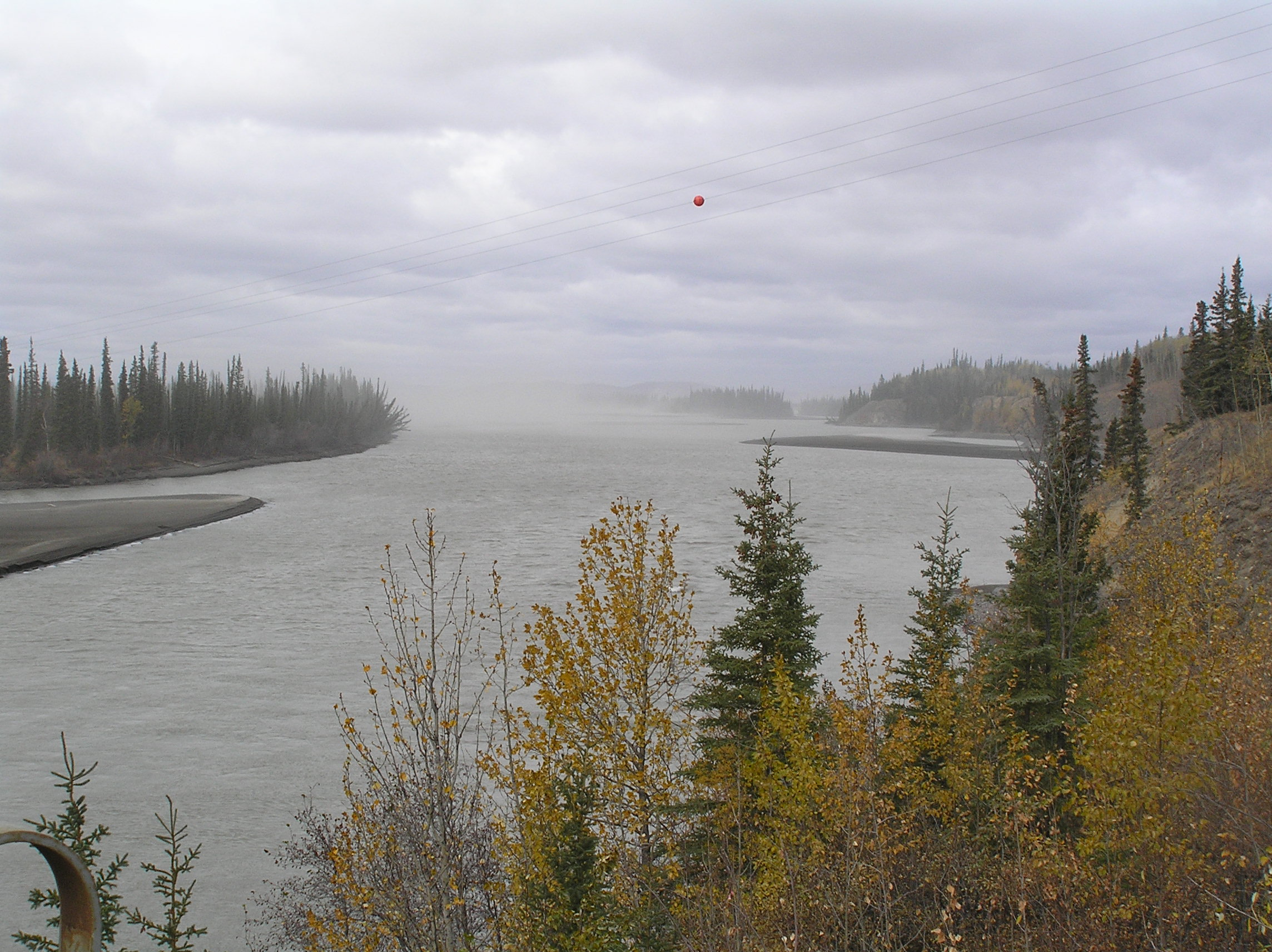
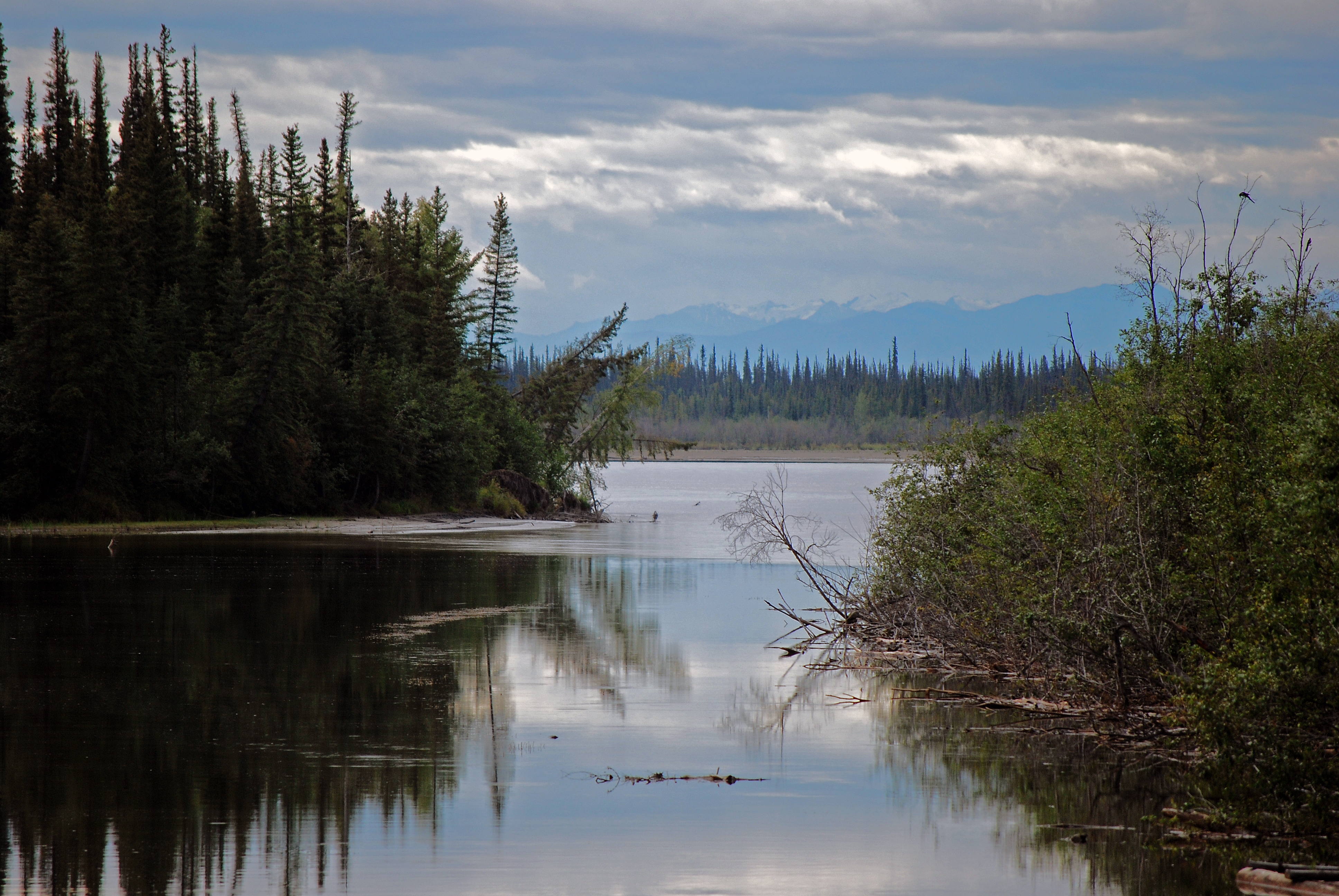
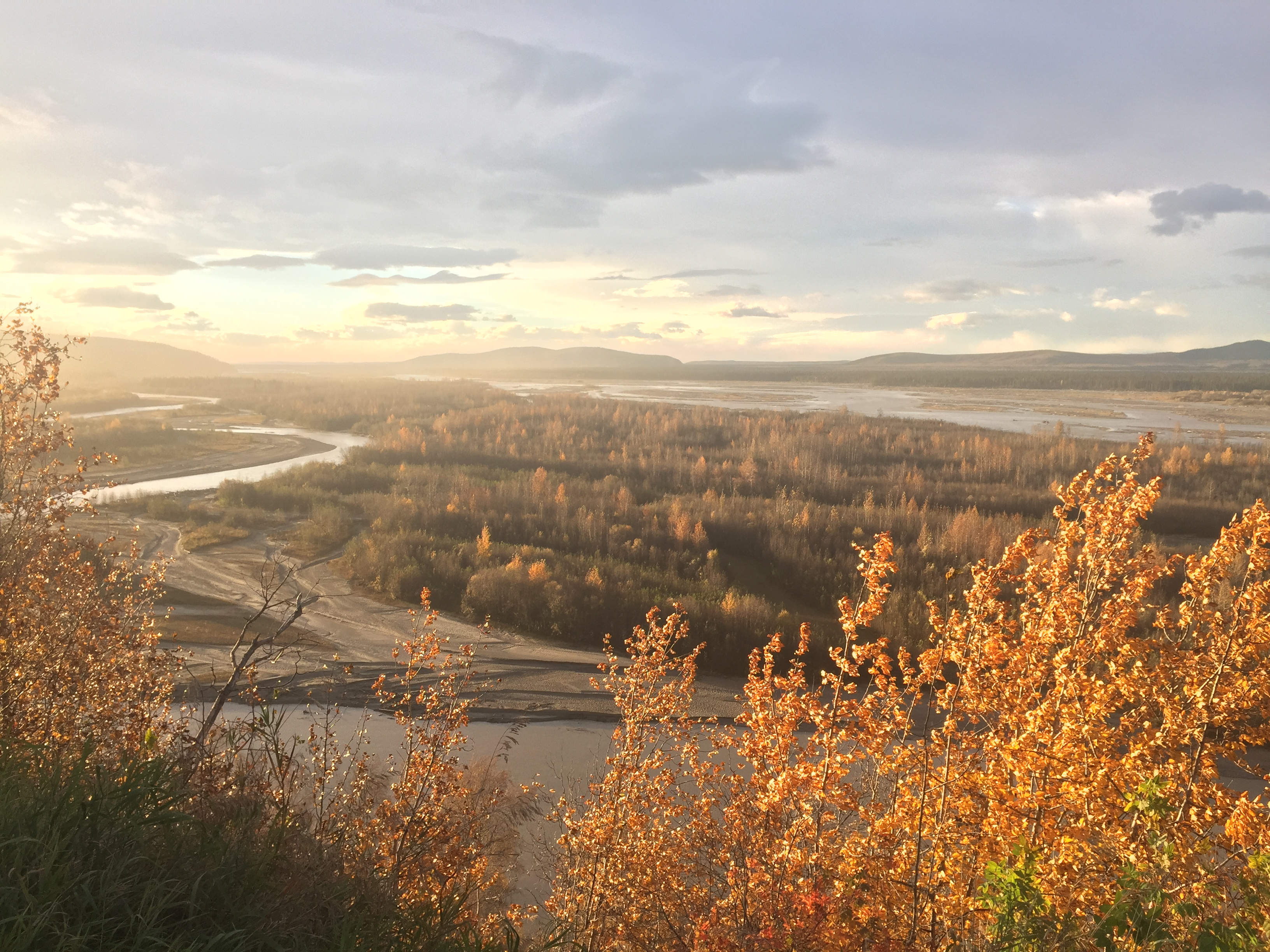
Il fiume in settembre nei pressi di Big Delta
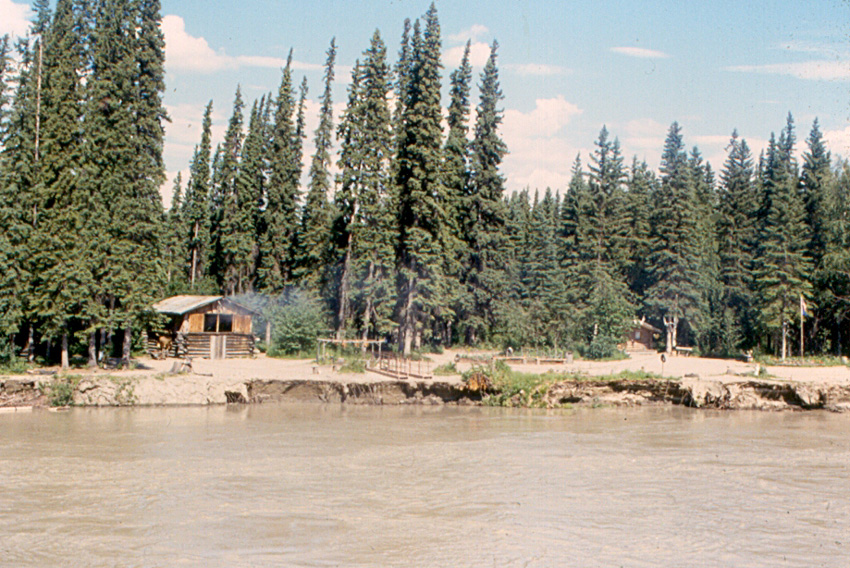
Il fiume presso Chena
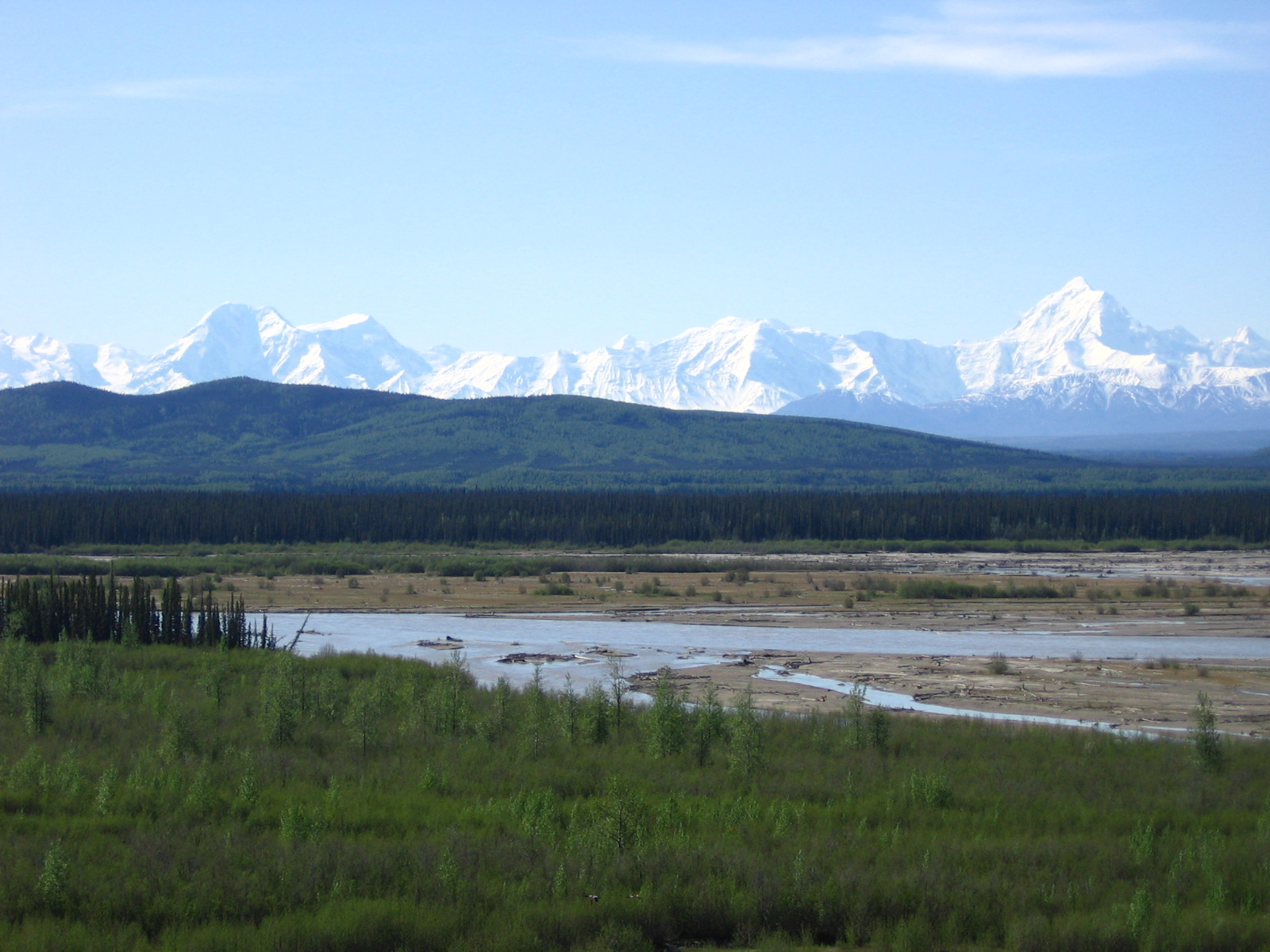
Il fiume con l'Alaska Range
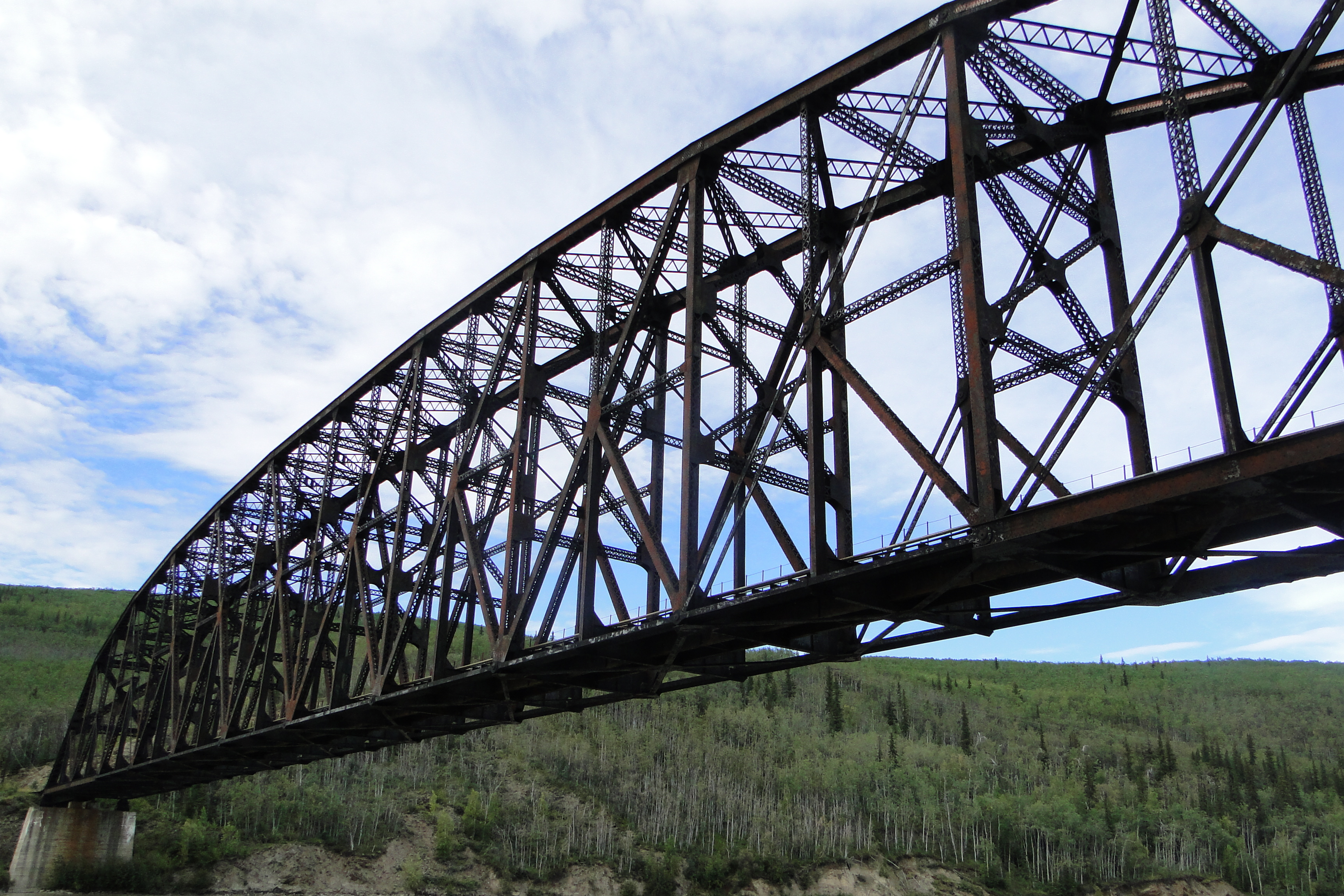
Il ponte ferroviario a Nenana
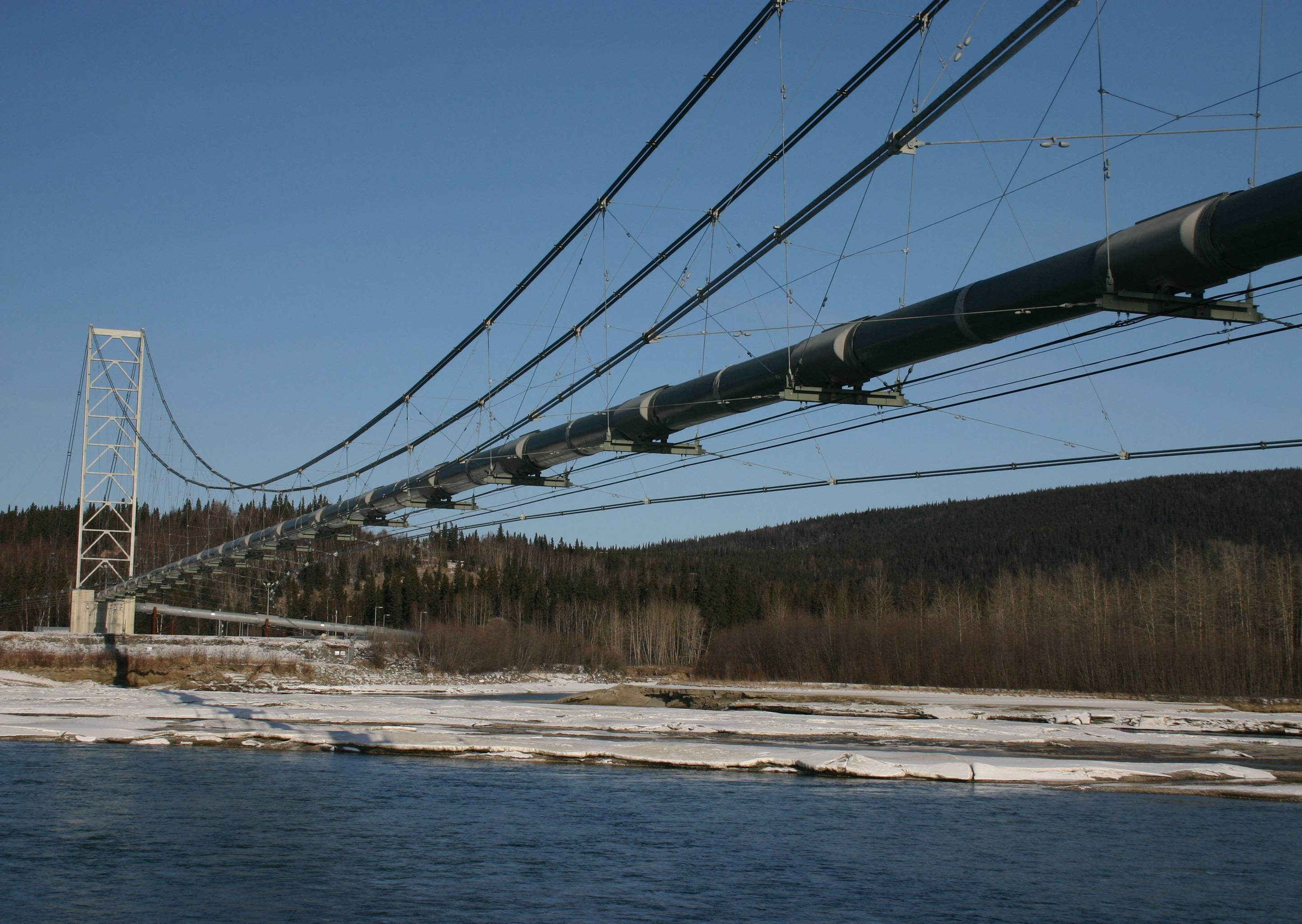
Il fiume attraversato dall'Trans-Alaska Pipeline
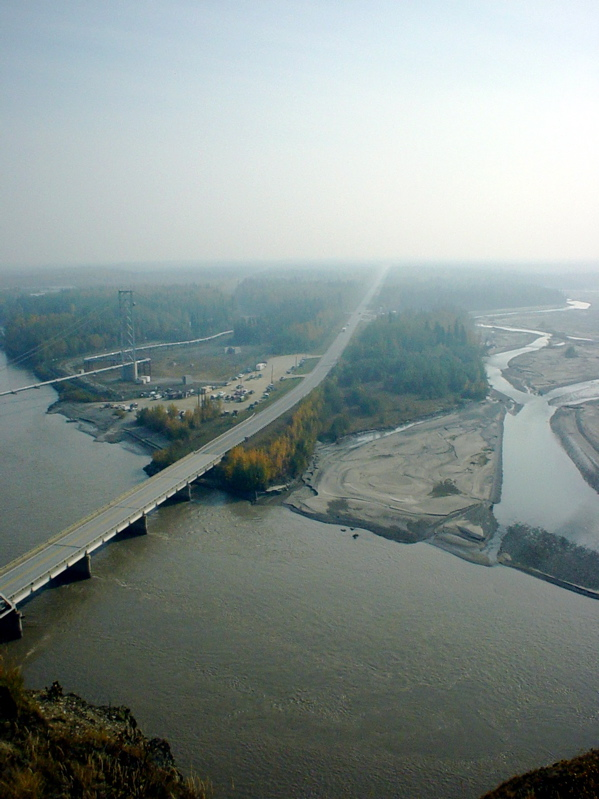
Il ponte a Big Delta